# 렌조 노바토레
렌조 노바토레(Renzo Novatore, 1890년 5월 12일 - 1922년 11월 29일)는 아벨레 리지에리 페라리(Abele Rizieri Ferrari)의 필명이다. 그는 이탈리아의 개인주의적 아나키스트이자 일리걸리스트이며 안티파시스트, 시인, 철학자이자 투사였다. 오늘날 그는 그의 저서인 ‘창조적 무를 향하여’ (Toward the Creative Nothing)로 잘 알려져 있으며, 미래주의 좌파와 관련되어 있었다. 그의 사상은 주로 막스 슈티르너, 프리드리히 니체, 조지 플란티, 오스카 와일드, 헨릭 입센, 아르투르 쇼펜하우어, 샤를 보들레르등에 영향을 받았다.

## 생애
아벨레 리지에리 페라리는 1890년 5월 12일 이탈리아 리구리아 아르콜라에의 가난한 농부 집안에서 태어났다. 그는 학교의 규율에 순응할 수 없었고, 첫해에 학교를 떠나 다시는 돌아가지 않았다. 그는 아버지의 농장에서 일하며, 철학과 시를 중점으로 독학을 했다. 그가 살던 마을의 주변에서는 다양한 아나키스트 활동이 있었고, 그는 이에 영향을 받게 된다. 그의 글에선 막스 슈티르너, 에리코 말라테스타, 표트르 크로폿킨, 헨릭 입센 그리고 프리드리히 니체 같은 이들이 자주 인용되었다. 1908년에 그는 개인주의적 아나키즘을 포용하게 되었다. 1910년 그는 지역 교회를 방화한 혐의로 기소되어 3개월간을 감옥에서 보냈지만, 그가 방화를 했다는 증거는 전혀 발견되지 않았다. 일년 뒤 경찰이 그를 도둑질과 강도 혐의로 추적했기 때문에 몇개월 간을 도망 다녀야 했다. 1911년 9월 30일 경찰은 그를 반달리즘 혐의로 체포했다. 그는 노동의 거부를 정당화했으며, 그의 개인적인 삶의 철학으로 매일 생존을 위해 필요한 것이 있을 때 부자들의 재산을 수용 하는 것은 그가 가진 정당한 권리라고 생각했다. 생존을 위해 힘을 사용하는 것은 그에게는 전혀 문제가 되지 않았다.
1914년 그는 아나키스트 신문을 쓰기 시작했다. 그는 1912년 징병되었으나 알려지지 않은 이유로 방출 되었다. 1차 대전이 다가올 무렵인 4월 26일 그의 연대에서 탈영했고, 1918년 10월 31일 탈영과 반역죄로 군사 법원에서 사형을 선고 받았다. 그는 그의 마을을 떠나 도주하며 군에서의 탈영과 국가에 대항한 무장봉기를 호소하는 프로파간다를 전개한다. 그에게는 두명의 자식이 있었고 그의 둘째 아들이 1918년의 마지막 달에 죽으려 할때, 작별인사를 하기 위해 체포의 위험을 무릅쓰고 마을로 돌아간다.
그는 라스페치아에서 미래주의 좌파 집단에 참여했고, Auro d'Arcola와 함께 전투적 안티파 그룹인 아르디티 델 포폴로(민중의 부대)의 활성화를 주도했다. 그는 엔조 마르투치(Enzo Martucci)와 브루노 필리피의 절친한 친구였다. 그는 많은 아나키스트 신문을 썻고 (Cronaca Libertaria, Il Libertario, Iconoclastal, Gli Scamiciati, Nichilismo, Pagine Libere) 이를 통하여 카밀로 베르넬리를 비롯한 여러 아나키스트들과 토론했다. 그는 Vertice같은 매거진도 간행 했지만 불행히도 몇몇 글들이 손실되어 있다. 노바토레는 슈티르너주의자이자 일리걸리스트인 젊은 브루노 필리피와 함께 Iconoclasta! 라는 아나키스트 저널을 간행하기도 했다.
1919년 5월, 라스페치아가 자칭 혁명위원회라 선언한 파시스트들의 지배하에 들어가게 되고 노바토레는 이에 대항해 싸우기 시작한다. 1919년 6월 30일 그가 사르자나 근처의 시골 헛간에 숨어 있을 때 농부의 신고로 체포되어 징역 10년을 선고 받았으나, 몇달 뒤에 일반사면 되었다. 1920대 초기 이탈리아는 파시즘에 점령되기 직전이였다. 그는 지하활동을 결심하고 1922년 Sante Pollastro가 이끌던 유명한 일리걸리스트 단체에 들어간다. 1922년 11월 29일 제노바 근처의 텔리아에서 Pollastro와 함께 있는 동안 헌병대의 매복을 당해 사망했고, Pollastro는 간신히 탈출에 성공한다. 수사관이 그의 시신을 뒤졌을 때 그의 몸에서는 위조문서와, 브라우닝제 총기, 두개의 탄창 그리고 수류탄과 치사량의 청산가리가 비밀스럽게 채워진 반지가 발견 되었다.

## 노바토레의 개인주의적 아나키즘
노바토레는 부르주아와 프롤레타리아의 도덕과 관습을 넘어선 “반집단주의와 창조하는 나의 영웅적인 아름다움”을 이야기 했다. 그는 슈티르너의 사상을 끌고 와서 자신의 개별적인 상황을 “유령의 통치 하에서의 삶"이라고 말했다.그는 그의 상황을 사회적 순응안에서의 실존이라고 보았다. "세계는 하나의 심통한 교회이며 탐욕스럽고 불쾌하게 모두가 광적으로 우상을 숭배하며 자신을 희생 제물로 받치는 곳"이라고 묘사했다.
이런 방식으로 그는 종교가 다음처럼 말하는 것이라고 한다. "황량한 골고다 언덕을 참을성 있게 올라가 십자가에 네 자신을 못박아라. 그리한다면 너는 인신인 나의 모습이 되고, 하늘의 왕국의 아버지의 권세에 따라 완전한 인간이 될것이다." 이에 더하여 그는 민주주의와 계몽주의의 유산에 대해서도 다음과 같이 언급한다. "프랑스 혁명은 너에게 말한다: 나는 인간의 권리를 선언했다. 만일 네가 경건하게 인간사회 정의의 상징적 회랑으로 들어가 사회생활과 도덕규범을 통하여 승화하고 인간화 된다면, 너는 시민이 될것이고 나는 너에게 내가 선언한 인간의 권리를 줄것이다." "진보, 문명, 종교 그리고 관념이라? 이것은 가장 무시무시한 환영이 지배하는 필멸의 굴레에 속박된 삶에 불과하다. 이걸 파괴할 때가 되었다! 우리는 이것을 폭력적으로 타도하고, 굴레에서 벗어나야 한다".
이 상황의 종료에 대하여 그는 다음과 같이 말한다. "혁명은 우리 의지의 불꽃과 우리 마음의 고독이 필요하다. 이것은 자유로운 귀족의 의무이다. 새로운 윤리적 가치를 만들기 위해, 새로운 미학적 가치를 만들기 위해, 물질적 부는 공유화 하고, 정신적 부는 개별화 하자. 폭력적 찬양자이자 정열적 감상주의자인 우리는 혁명엔 낮은 곳과 높은 곳에서 고통받는 자유 정신의 조용한 슬픔이 필요함을 알기 때문이다." 그는 삶의 세가지 길을 다음과 같이 묘사했다."노예제의 연속인가, 폭정의 연속인가, 그렇지 않다면 자유의 연속인가! 혁명으로서 자유가 나머지 둘을 파괴하고 전복해야 한다. 새로운 정신적 아름다움을 만듦으로서 가난한 이들은 그들의 가난을 부끄러워 할 것이고, 부자들은 자신의 부가 부끄러운 것임을 알게될 것이다."
그럼에도, 영구적으로 혁명적 개인주의자의 위치를 견지하고서 어떤 시점에서 대중과 충돌할 것이라 생각했다. 그는 말했다. "그대 혁명을 기다리는가! 좋다! 나의 혁명은 이미 오래전에 시작되었다! 그 기다림이 끝날을 때 - 얼마나 긴 기다림인가! - 너와 함께 투쟁하는 것이 거북하진 않을 것이다. 그러나 네가 멈추더라도, 위대하고 숭고한 무를 정복하기 위한 광기와 승리의 행진을 이어갈 것이다. " 이와 함께, 다음과 같이 반란의 요점을 선언 한다. "네가 건설한 모든 사회엔 가장자리가 있을 것이고, 그 모든 사회의 주변부에선, 그들의 야성과 창조적 사상으로서 새롭고 무시무시한 반란을 확산 시킴으로써만 살아갈 수 있는 영웅적이고 무모한 방랑자들이 방황할 것이다!
그는 오직 윤리적이고 정신적인 부만이 해할 수 없는것 이라고 했다. “이것만이 개인의 진정한 재산이며, 다른 것들은 결코 아니다! 다른 모든 것들은 해할 수 있는 것이다. 그리고 해할 수 있는 모든 것들은 훼손될 것이다." 이러한 시각이 노바토레를 "아나키스트, 그리고 개인주의자, 니힐리스트, 귀족"으로 만드는 것이였으며, 그 자신을 다음처럼 묘사한 이유였다. "모든 기적의 연인이자, 비범함의 옹호자, 모든 경이의 창조자" 그리고 "모든 물질적 지배와 정신적 평준화의 적"
그는 니힐리즘에 집착했지만, '기독교적 니힐리즘'은 삶에 대한 부정으로 간주하고 거부한다. 그에겐 파괴의 기쁨을 아는 이들이 진정한 니힐리스트였다. "나아가자, 거짓과 환상의 파괴를 위해! 나아가자, 개성과 삶의 완전한 정복을 위하여!
그는 허버트 스펜서의 개인주의를 비판 하며 다음과 같이 말했다. "그가 국가에 대항하는 것은 사실이지만, 이는 사실 국가가 그의 의도대로 작동하기 않기 때문이다." 그는 또한 스펜서를 반항적인 개인을 이해하지 못하는 이라고 표현했다.
그는 또한 다윈, 콩트 마르크스 같은 이들은 비판했는데, 사람이 보편성의 제단에 희생되길 원하는 이들이라고 묘사했다.

## 영향
악명높은 이탈리아계 아르헨티아 아나키스트인 '세베리노 디 조반니'는 노바토레의 죽음을 알게 된 후에 그에게 시를 헌정했다. 이후 아르헨티나에서 "Anarcho-individualist Group Renzo Novatore"를 만들어서 이탈리안 안티파시스트 동맹(Italian Anti-fascist Alliance)의 일원으로서 활동했다. 렌조 노바토레는 포스트 레프트 아나키즘과 반란적 아나키즘에서 오늘날 주목 받고 있다. 아나키즘 철학자인 울피 랜드스트라이커(Wolfi Landstreicher)는 렌조 노바토레의 창조적 무를 향하여(Towards the Creative nothing)의 서문에 다음과 같은 글을 썼다."개성과 명시적인 혁명을 동시에 강조하는 아나키스트 작품을 영어로 찾기는 어렵다. 혁명을 대하는 자세로서 자기 주관적으로 부의 공유화를 목표하며 이로서 정신의 부는 개별화 시켰다. 그리고 이것이 내가 렌조 노바토레의 글들을 번역한 이유이다." 'Whither now? Some thoughts on creating anarchy'라는 글에서 울피 랜드스트라이커는 페럴 폰이라는 필명으로 다음과 같은 의견을 피력하기도 했다. "그리함으로서 우리는 단지 사회의 여백을 채우는 행위를 그만둘 수 있을 것이다. 유일하고 야성적인 존재로서, 반란의 중심적 목표로서 문명을 붕괴시키고 세계를 우리가 자유로울 수 있는 곳으로, 우리의 유일한 욕망이 실현될 곳으로 다시 창조하자. 우리는 —렌조 노바토레를 다시 인용해서— 태양 아래 어떤 사회라도 뒤덮는 그림자가 될 것이다."

## 사회혁명에서 아나키스트적 개인주의
| “ | 개인주의는 우리에게 창조적인 힘이며, 불사의 젊음, 고귀한 아름다움이자 구원과 결실을 약속하는 전쟁이다. 그것은 육신의 경이로운 신화이자 정신의 비극적인 서사시이다. 우리의 논리는 어떠한 집착도 가지지 않는다. 우리의 이상은 진실로 본능적이고 무모하며 즐거운 삶이라는 위대한 최고의 승리를 위한 다른 모든 이상의 거부이다! 우리에게 완전함이란 꿈이나 이상, 수수께끼, 신비, 스핑크스가 아니라 활기차고 힘이 넘치며 반짝이며 고동치는 현실이다. 모든 인간은 그 자체로 완전하다. 부족한 것은 그들의 완전함에 맞는 영웅적인 용기이다. 인간이 삶을 의무이자 부름, 사명이라고 믿게 된 이래로 삶은 존재의 힘에 대한 수치와 유령을 향한 추종이 되었고, 그들은 자신을 부정하며 스스로를 현실에서 분리 시켰다…... 모든 인간 사회는 포기를 명령할 것이고 반항적인 우리 아나키스트들에게 인공적인 슬픔을 부과할 것이다. 자유를 향한 갈망과 과감한 포부와 함께 우리는 신성모독적인 울부짖음으로 으르렁대는 다이너마이트로서 이에 대항할 것이다. 미래의 모퉁이를 빌려와 만들어진 유토피아를 주머니에 넣고 다니며 정치와 철학을 설교하는 모든 데마고그들에게 우리는 바쿠닌으로서 응답할 것이다. 그들이 우리에게 부과한 모든 의무는 우리의 신성모독적인 발아래 짓밟일 것이며, 그들이 우리의 눈앞에 보여주는 그늘진 유령들은 우리의 무엄하며 불경한 손아귀에 의해 찢겨질 것이다. 그리스도는 자신의 교리를 부끄러워하였기에 이를 먼저 파기했다. 프리드리히 니체는 그의 초인을 두려워 하였기에 보다 높은 인간에게 연민을 구하며 그의 고뇌하는 동물들 가운데서 죽게 만들었다. 그러나 우리는 해방된 인간을 부끄러워하거나 두려워하지 않는다. 우리는 제우스의 천국에서 영원의 불꽃을 훔쳐 점토의 사람을 움직이게 한 신성모독적인 도둑인 프로메테우스를 찬미하며, 강력한 해방자 영웅인 헤라클레스를 찬양한다…… 개인주의는 개인을 영원하고 보편적인 활력에 다시 연결하는 자유롭고 구속받지 않는 노래이며, 이는 도덕적이거나 비도덕적인 것이 아니라 그 모든 것이다. 본성, 그리고 삶! 삶이란 무엇인가? 나락과 절정, 본능과 이성, 빛과 어둠, 진창과 아름다움, 기쁨과 슬픔. 과거의 부정, 현재의 지배, 미래를 향한 갈망과 열망. 삶이란 이 모든 것들이다. 이 모든 것들이 또한 개인주의다. 누가 삶을 피하려고 하는가? 누가 감히 이를 부인하는가? 사회 혁명은 그의 가슴을 갈가리 찢어 버리는 독수리에 의해 희미한 슬픔에 빠진 프로메테우스의 갑작스러운 각성이다. 그것은 자기 해방에 대한 시도이다. 그러나 사악한 신 제우스의 혐오스러운 종인 불카누스가 코카서스 산에 그를 묶은 사슬은 제우스의 아들인 반역자 영웅을 제외하고는 부술 수 없다. 우리는 사회 미신의 독단적인 진창 속에 인간을 묶어 놓은 부패한 인류의 아이를 반역케 하여 우리의 거대한 도끼를 가져와 증오스러운 사슬의 녹슨 고리를 날려 버릴 것이다…… 개인의 사회에 대한 반란은 대중의 통치에 대한 반란에서 오지 않는다. 대중이 정부에 복종하며 그들의 체념에 의해 만들어진 신성하고 수치스러운 평화 속에 살더라도, 사회와의 끝없고 화해할 수 없는 전쟁을 치르는 아나키스트 개인은 사회에 대항해 싸울 것이다. 그러나 역사의 전환점에서 그는 대중과 함께 반란에 참여해서 그들과 함께 그의 검은 깃발을 휘날리며 다이너마이트를 던질 것이다. 사회혁명에서 아나키스트적 개인주의자는 선동가가 아닌 선동적인 요소이며, 사도가 아닌 약동하고 효과적이며 파괴적인 힘이다… 과거의 모든 혁명은 부르주아와 보수주의자들의 몫으로 돌아갔다. 우리의 대단히 비극적인 시대의 붉은 지평선에 놓인 반짝임은 치열하게 사회주의적 인본주의를 그의 목표로 삼을 것이다. 우리 아나키스트적 개인주의자는 영혼을 불태우고 영감을 불어 넣으려는 우리 자신의 독점적인 필요를 위해 혁명에 들어설 것이다. 슈티르너가 말한 것처럼 이것은 그저 새로운 혁명이 아니라 지평선에서 우르릉대는 번갯불 소리를 내며 하늘이 불길하게 조용해지고 어둑해지게 하는 거대하고 자랑스러우며, 무모하고 부끄럼이 없으며 가책 없는 범죄다. 그리고 입센이 말했듯이 “내가 인정하는 진정으로 철저히 급진적인 혁명이 하나 있다…. 나는 과거의 홍수에 대하여 이야기하고 있다! 그 하나로 정말 심각한 것이지만 인정하자. 너는 노아가 독재자가 되었다는 것을 알 것이다. 이 혁명을 다시, 그러나 완전히 철저하게 완수하자. 이것은 용맹한 이와 웅변가가 필요하다. 자 너는 포효하는 파도를 준비해, 나는 이 방주를 날려버릴 화약을 가져올 테니.” 우리의 검은 비겁자들을 통해 동쪽에서 절망적인 빛을 보내오는 침울한 세계 혁명 속에서 독재정권이 시작하는 것을 이제 – 아아! – 피할 수 없을 것이다. 아나키스트적 개인주의자의 궁극적인 임무는 폭탄의 화염으로서 최후의 방주를 날려버리고, 브라우닝의 총알로서 마지막 독재자를 처형하는 것이 될것이다. 새로운 사회가 시작되면, 우리는 대담한 죄인이자 고귀한 범죄자로 우리의 삶을 위험하게 살아가도록 사회의 가장자리로 돌아갈 것이다! 아나키스트적 개인주의자는 여전히 사상과 행동의 예술에서의 영원한 재개를 의미하기 때문이다. 아나키스트적 개인주의는 여전히 영원한 슬픔에 대한 영원한 반란이자 기쁨과 아름다움 그리고 삶의 새로운 원천을 찾기 위한 영원한 여정이다. 우리에게 아나키란 언제나 그런 것이리라. | ” |
|   | — Renzo Novatore. Anarchist Individualism in the Social Revolution(1919) |   |

## 참고 문헌
- Novatore, Renzo. 《Toward the Creative Nothing》. (The Anarchist Library)
- Novatore, Renzo (2012). 《The Collected Writings of Renzo Novatore》. San Francisco, California: Ardent Press.

## 같이 보기
- 유럽 개인주의적 아나키즘
- 붉은 2년
- 일리걸리즘
- 반란적 아나키즘
- 포스트 레프트 아나키즘
- 아나키즘과 프리드리히 니체

## 참조
1. 1 2 3 4 5 6 7 8 9 10  Novatore: a biography
2. ↑  Berghaus 1988, 331쪽
3. ↑  The rebel's dark laughter: the writings of Bruno Filippi
4. 1 2 3 4 5  "Towards the creative Nothing" by Renzo Novatore
5. 1 2 3  “"In the realm of the phantoms" by Renzo Novatore”. 2011년 7월 22일에 원본 문서에서 보존된 문서. 2009년 5월 19일에 확인함.
6. 1 2  "My Iconoclastic Individualism" by Renzo Novatore
7. ↑  https://theanarchistlibrary.org/library/feral-faun-essays#toc25
8. ↑  Anarchist Individualism in the Social Revolution